# Ihor Tourtchyne
Pour les articles homonymes, voir Tourtchine.
Ihor Ievdokymovytch Tourtchyne (en ukrainien : Ігор Євдокимович Турчин, en russe : Игорь Евдокимович Турчин, Igor Ievdokimovitch Tourtchine), né le 16 novembre 1936 à Sofiental, Cetatea Albă, Royaume de Roumanie (aujourd'hui Sofiïvka, Raïon de Bilhorod-Dnistrovskyï, Ukraine) et décédé le 7 novembre 1993  à Bucarest en Roumanie, est un ancien entraîneur de handball soviétique puis ukrainien.
Reconnu en 1976 comme le meilleur entraineur du monde, il était responsable à la fois du club du Spartak Kiev, avec lequel il a remporté 13 Coupes des clubs champions et 20 championnats d'Union soviétique, et de l'équipe nationale soviétique qu'il a conduit à deux titres olympiques et deux titres mondiaux.

## Biographie
En 1959, il commence à travailler avec un groupe de débutantes et crée le Spartak Kiev. Dix ans plus tard, il remporte avec le club son premier titre de champion d'Union soviétique et commence une domination sans partage qui durera jusqu'en 1988 avec 20 titres consécutifs. Cette domination nationale est couplée d'une domination internationale car Tourtchine et ses joueuses remporte la Coupe des clubs champions dès sa première participation en 1970 ainsi que les trois éditions suivantes. Avec un total de 13 titres, il établit ainsi un record de victoires qui sera difficile à battre.
En 1971, il succède à la tête de l'équipe nationale soviétique au duo Lazare Gourevitch (ru) et Sergueï Avanessov (ru), démis de ses fonctions après la non qualification pour le Championnat du monde 1971 et a été remplacé par Ihor Tourtchyne, et ce avec autant de succès qu'en club, puisqu'il conduit ses joueuses à deux médailles d'or aux Jeux olympiques en 1976 et en 1980 ainsi que deux titres de champion du monde en 1982 et en 1986.
Parmi les joueuses qu'il encadre au Spartak Kiev et en équipe nationale soviétique se trouve Zinaïda Stolitenko qu'Igor Tourtchine a épousé en 1965. Avec celle qui sera élue meilleure joueuse du XXe siècle par l'IHF, ils eurent une fille, Natalia, en 1971 et un fils, Michael, en 1983.
Ihor Tourtchyne décède le 4 novembre 1993, victime d'une crise cardiaque lors des seizièmes de finale de la Coupe de l'EHF à Bucarest où son club, le Spartak Kiev, est opposé au Rapid Bucarest.

## Palmarès d'entraineur

### En club
Compétitions internationales
- Coupe des clubs champions (C1)
  - Vainqueur  (13) : 1970, 1971, 1972, 1973, 1975, 1977, 1979, 1981, 1983, 1985, 1986, 1987, 1988
  - Finaliste (2) : 1974, 1989
- Coupe des vainqueurs de coupe (C2)
  - Finaliste (1) : 1991
- Coupe de l'IHF (C3)
  - Finaliste : 1990 (de)

Compétitions nationales
- Championnat d'Union soviétique
  - Vainqueur (20) : 1969-1988 (Record)
  - Vice-champion en 1967, 1990, 1991
  - Troisième en 1968, 1989
- Championnat d'Ukraine
  - Vainqueur (1) : 1992

### En équipe nationale
Jeux olympiques
- Médaille d'or aux Jeux olympiques de 1976 à Montréal,  Canada
- Médaille d'or aux Jeux olympiques de 1980 à Moscou,  Union soviétique
- Boycott des Jeux olympiques de 1984 à Los Angeles,  États-Unis
- Médaille de bronze aux Jeux olympiques de 1988 à Séoul,  Corée du Sud

Championnats du monde
- Médaille de bronze au Championnat du monde 1973
- Médaille d'argent au Championnat du monde 1975
- Médaille d'argent au Championnat du monde 1978
- Médaille d'or au Championnat du monde 1982
- Médaille d'or au Championnat du monde 1986